# Secuencia de ADN

Electroferograma de un secuenciador automatizado mostrando parte de una secuencia de ADN.

Una secuencia de ADN, secuencia de nucleótidos o secuencia genética es una sucesión de letras representando la estructura primaria de una molécula real o hipotética de ADN o banda, con la capacidad de transportar información.
Las letras son A, C, G y T, que simbolizan las cuatro subunidades de nucleótidos de una banda ADN - adenina, citosina, guanina, timina, que son bases covalentemente ligadas a cadenas fosfóricas. En el típico caso, las secuencias se presentan pegadas unas a las otras, sin espacios, como en la secuencia AAAGTCTGAC, yendo de 5' a 3' de izquierda a derecha.
Una sucesión de cualquier número de nucleótidos mayor a cuatro es posible de llamarse una secuencia. En relación con su función biológica, que puede depender del contexto, una secuencia puede tener sentido o contrasentido, y ser tanto codificante o no codificante. Las secuencias de ADN pueden contener "ADN no codificante".
Las secuencias pueden derivarse de material biológico de descarte a través del proceso de secuenciación del ADN.
En algunos casos especiales, las letras seguidas de A, T, C y G se presentan en una secuencia. Esas letras representan ambigüedad. De todas las moléculas mostradas, hay más de una clase de nucleótidos en esa posición. Las reglas de la Unión Internacional de Química Pura y Aplicada (IUPAC).

## Notación
| Símbolo | Descripción                      | Bases representadas | Bases representadas | Bases representadas | Bases representadas | Bases representadas | Complemento |
| ------- | -------------------------------- | ------------------- | ------------------- | ------------------- | ------------------- | ------------------- | ----------- |
| A       | Adenina                          | A                   |                     |                     |                     | 1                   | T           |
| C       | Citosina                         |                     | C                   |                     |                     | 1                   | G           |
| G       | Guanina                          |                     |                     | G                   |                     | 1                   | C           |
| T       | Timina                           |                     |                     |                     | T                   | 1                   | A           |
| U       | Uracilo                          |                     |                     |                     | U                   | 1                   | A           |
| W       | Weak (enlaces débiles)           | A                   |                     |                     | T                   | 2                   | W           |
| S       | Strong (enlaces fuertes)         |                     | C                   | G                   |                     | 2                   | S           |
| M       | aMina                            | A                   | C                   |                     |                     | 2                   | K           |
| K       | Keto                             |                     |                     | G                   | T                   | 2                   | M           |
| R       | puRina                           | A                   |                     | G                   |                     | 2                   | Y           |
| Y       | pYrimidine                       |                     | C                   |                     | T                   | 2                   | R           |
| B       | excepto A (B después de A)       |                     | C                   | G                   | T                   | 3                   | V           |
| D       | excepto C (D después de C)       | A                   |                     | G                   | T                   | 3                   | H           |
| H       | excepto G (H después de G)       | A                   | C                   |                     | T                   | 3                   | D           |
| V       | excepto T (V después de T y U)   | A                   | C                   | G                   |                     | 3                   | B           |
| N       | cualquier Nucleótido (sin vacío) | A                   | C                   | G                   | T                   | 4                   | N           |
| Z       | Zero                             |                     |                     |                     |                     | 0                   | Z           |